# Lotfi Laggoun
Lotfi Laggoun, född den 17 april 1984 i Alger, Algeriet, är en algerisk fotbollsspelare som sedan 2007 spelar som försvarare för JSM Béjaïa i den högsta ligan i Algeriet (Algerian Championnat National)

## Klubbkarriär
- 2001-2007 CA Bordj Bou Arreridj  ALG
- 2007-pres. JSM Béjaïa  ALG